# چارلز هرینگتون هرینگتون
چارلز هرینگتون هرینگتون (انگلیسی: Charles Harington; ۳۱ مهٔ ۱۸۷۲ – ۲۲ اکتبر ۱۹۴۰) فرد نظامی اهل بریتانیا بود. وی همچنین برندهٔ جوایزی همچون نشان حمام و نشان امپراتوری بریتانیا شده‌است.